# 歩行者

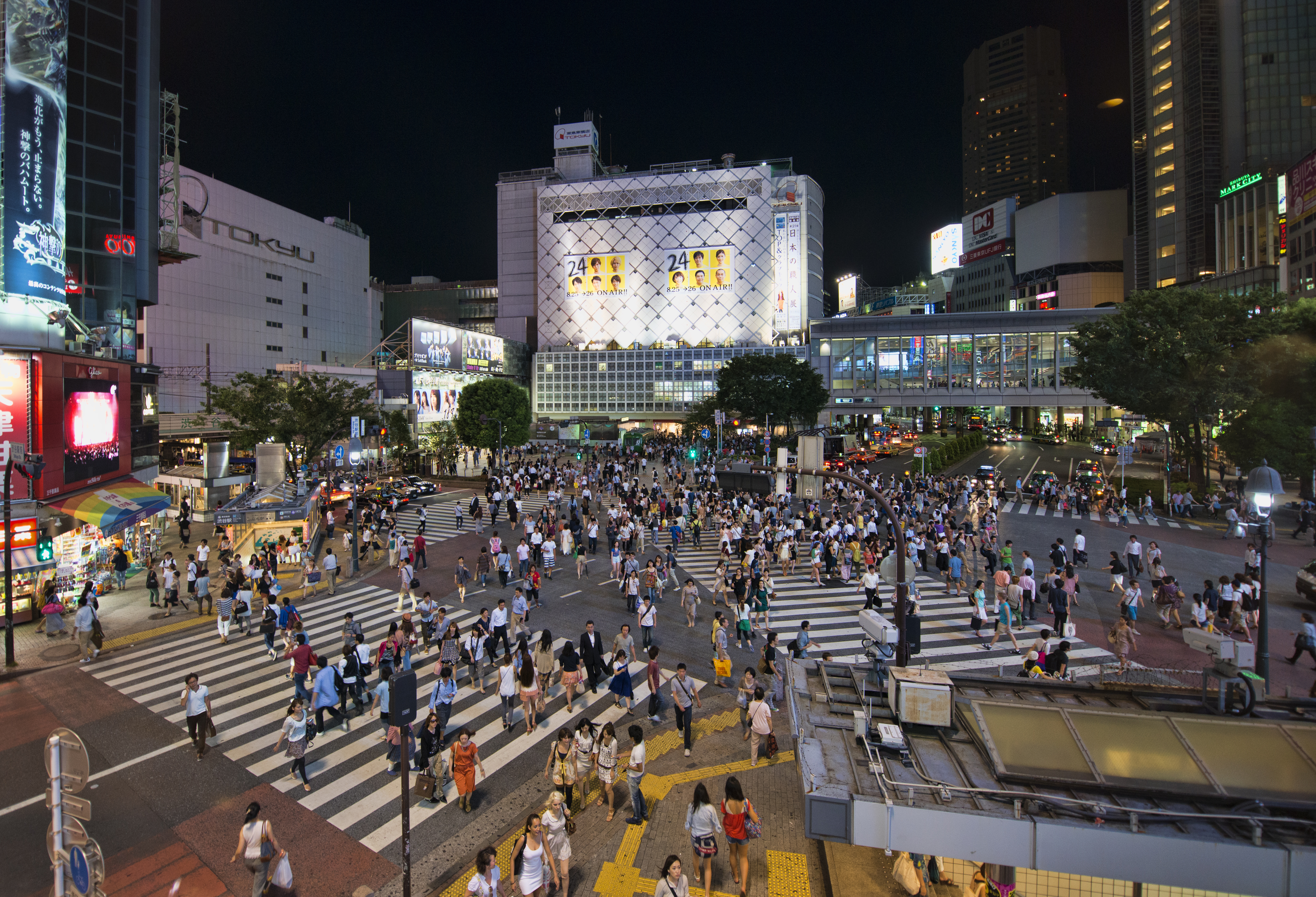
行き交う歩行者（渋谷スクランブル交差点）

歩行者（ほこうしゃ、英語: pedestrian）とは、歩行している人のことを指す。

## 日本の道路交通法規

### 概要
日本の道路交通法上では道路の上を車両によらない方法で移動している人のことを意味する。
また、リヤカーを引いている人は一見歩行者だが、自転車と同じ軽車両運転者と言う扱いに原則としてなる。
走者と歩行者
陸上競技の走種目における走者（ランナー）は、道路交通法上は歩行者の扱いを受ける。なお、競技運営上の実務文書では「走者」を競技者のこととし、「歩行者」を「車両」と同等の競技者以外の一般通行者として扱うことがある。

### 交通規則
日本の道路において、歩行者は道路交通法の適用を受ける。歩行者は交通弱者とされることが多いが、道路を通行する以上は同法の交通規則等を順守する必要がある。ただし、自動車や自転車などとは異なり、努力義務となる規制規定も多く、違反した場合でも罰則は比較的軽いものが多い。主な規則を以下に挙げる。
信号機に従う義務（第7条）
信号機の表示に従わなければならない。信号機の表示の意味は道路交通法施行令で規定されている。なお、警察官の手信号は信号機の表示よりも優先する。その他詳細は信号機の項目も参照のこと。
- 青色の灯火（●）
  - 人の形の記号を有する青色の灯火を含む。歩行者は、進行することができる。なお、法令上は「青色」とされているが、実際の色調については青緑～緑などの差異がある。

- 黄色の灯火（●）
  - 赤に変わる直前。人の形の記号を有する青色の灯火の点滅を含む。歩行者は、道路の横断を始めてはならず、また、道路を横断している歩行者は、すみやかに、その横断を終わるか、又は横断をやめて引き返さなければならない。

- 赤色の灯火（●）
  - 人の形の記号を有する赤色の灯火を含む。歩行者は、道路を横断してはならない。

- 黄色の灯火の点滅および赤色の灯火の点滅
  - 歩行者は、他の交通に注意して進行することができる。

通行止め（第8条）
「通行止め」(301)、「歩行者通行止め」(331) の道路標識がある場合など。なお、「指定方向外進行禁止」の道路標識等は歩行者には適用されない。
対面交通の原則（第10条第1項）
- 歩道または「歩行者等の通行に十分な幅員を有する路側帯」（以下「歩道等」）と車道の区別の無い道路においては、道路の右側端に寄って通行しなければならない。路側帯の幅員が歩行者の通行に十分でない場合（幅が著しく狭いために路側帯をはみ出さなければ通行不可能な場合など）も同様である。
- 道路の右側端が柵のない崖で危険であるなどやむを得ない場合には、道路の左側端に寄って通行できる。
- この原則は、道路の片側のいずれかまたは両側に、歩道または路側帯（歩行者の通行に十分な幅員を有するもの）のいずれかが存在する場合には適用されない。そのような場合には次の「歩道等通行の原則」が適用される。
- 上記の「歩行者等の通行に十分な幅員を有する路側帯」とは、幅員が概ね1m以上のものとされている。

歩道等通行の原則（第10条第2項）
道路の片側のいずれかまたは両側に、歩道または路側帯（歩行者の通行に十分な幅員を有するもの）のいずれかが存在する場合には、そのいずれかの歩道等を通行しなければならない。道路または車道を横断する場合、歩道等が道路工事等や駐停車車両等により塞がって通行できない場合は、この原則の限りではない。また、歩道等の上を通行している限りにおいては、道路全体で見て右側の歩道等を通行する義務は存在しない。
行列（第11条）
学生生徒の隊列、葬列その他の行列（パレード）及び歩行者の通行を妨げるおそれのある者で、次に該当する行列等は、歩行者の通行を妨げるおそれがある等の理由から、歩道や路側帯ではなく、車道をその右側端（自転車道が設けられている車道では、自転車道以外の部分の右側端。以下同じ）に寄って通行しなければならないとされる。 
- 拳銃を除く鉄砲を携帯した自衛隊の行列（100人未満のものを除く）
- 旗、のぼり等を携帯し、かつ、これらによつて気勢を張る行列（100人未満のものを除く）
- 象、キリンその他大きな動物をひいている者又はその者の参加する行列

また、これらに該当しない行列は、車道をその右側端に寄って通行することができるとされる。
事実上は、児童等による遠足の行列は、危険性が高いため歩道や路側帯を通行させることがほとんどであり、またデモ行進等による行列は警察による交通規制・誘導を伴い車道を通行をする事が多い。行列が自然発生的に車道を通行しようとする場合は自動車との事故に遭遇する危険性が高い。
横断歩道による横断（第12条第1項）
道路を横断しようとする時に、近くに横断歩道がある場合には、その場所まで通行してから横断しなければならない。「近く」とは、判例によると30メートル程度よりも近くにある場合とされている。
斜め横断の禁止（第12条第2項）
スクランブル交差点など、斜め横断可(201の2)の道路標示がある場合を除いては、道路を斜めに横断してはならない。
車両等前後での横断の禁止（第13条第1項）
車両等の直前または直後を横断してはならない。ただし、横断歩道により横断する場合、信号機等に従い横断する場合はこの限りではない。
- 他の車両等側から見て、車両等の陰から飛び出す形になり、危険であるため、直前・直後の横断が禁止される。バイクや自転車の直前または直後でも横断禁止である。
- また、車両等の停止・徐行あるいは進行中の区別はなく、いずれにせよ車両等の陰から飛び出す形になるため、横断禁止である。進行中の車両等の直前を横断するのは、いわゆる飛び出しであるが、禁止される。ただし、この規定は車両等側の前方注意義務を直ちに否定するものではない。
- この規定は、横断歩道のない交差点における歩行者の優先（法第38条の2）の適用に影響を及ぼすものではない。　

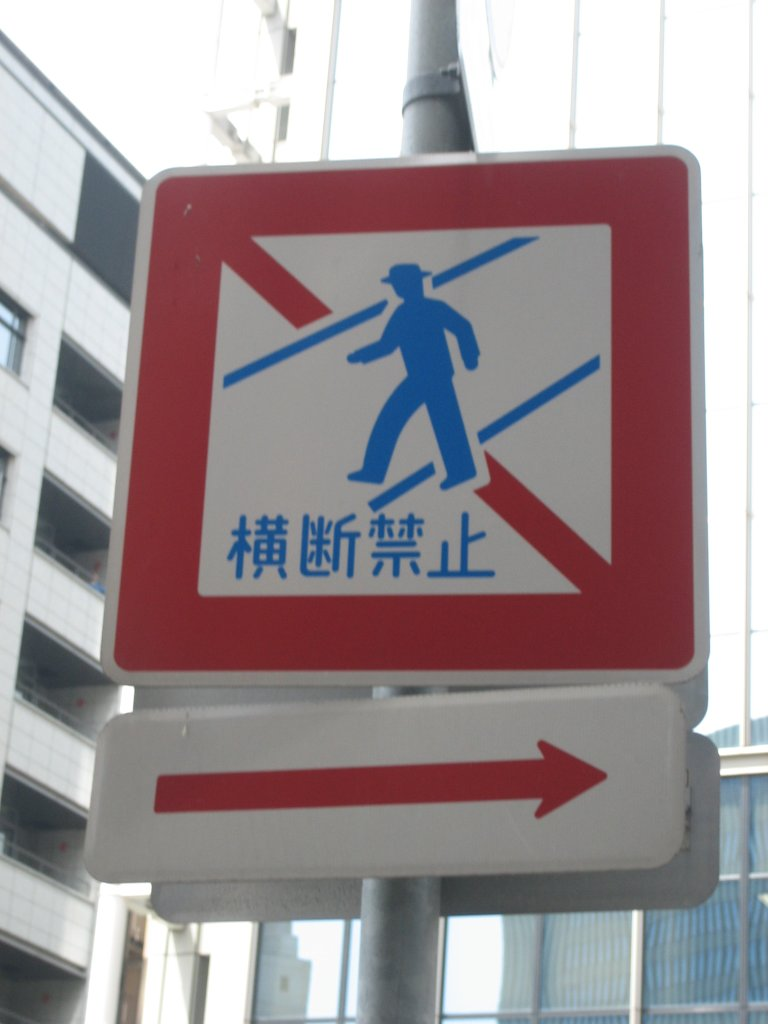
「歩行者横断禁止」(332) の道路標識

横断禁止場所（第13条第2項）
「歩行者横断禁止」(332) の道路標識がある場所では、道路を横断してはならない。なお、横断歩道での横断のみ許可する場合には「横断歩道を除く」等の補助標識が付いている。
適用除外
歩行者専用道路や、構造上車両等が入ることを予定していない道路（階段、エスカレータ、動く歩道、地下街、屋内、構内その他歩行者通路等）においては、上記「右側通行の原則」～「横断禁止場所」の規定は適用除外となる。
専用道路の通行禁止（道路法第48条の11、第48条の15、高速自動車国道法第17条）
「自動車専用」(325)、「自転車専用」(325の2)の道路標識等がある道路を通行してはならない。なお、「歩行者専用」(325の4)の道路標識等、「自転車及び歩行者専用」(325の3)の道路標識等がある道路においてはもとより通行できる。歩行者専用道路を参照。
泥酔歩行の禁止（第76条第4項）
飲酒運転が禁止されていることは周知のことであるが、歩行者が「道路において、酒に酔って交通の妨害となるような程度にふらつくこと」も禁止されている。
- 泥酔歩行が禁止されている理由としては、他の歩行者や車両等に対して迷惑あるいは危険となるためである（酒に酔つて公衆に迷惑をかける行為の防止等に関する法律も参照）。

### 罰則
歩行者であっても交通規則に違反した場合、まれに検挙される事がある。以下に、規定に違反した場合に刑事罰を伴う行為となる主な規定と、その罰則を列挙する。
- 五万円以下の罰金
  - 泥酔歩行の禁止（第76条第4項）

- 二万円以下の罰金又は科料
  - 通行止め（第8条）
  - 信号機に従う義務（第7条）
  - 行列（第11条）の指揮者（前段の義務的通行対象に限る）
- 即罰規定ではない規定[注 2]
  - 二万円以下の罰金又は科料
    - 対面交通の原則（第10条第1項）
    - 歩道等通行の原則（第10条第2項）
    - 横断歩道による横断（第12条第1項）
    - 斜め横断の禁止（第12条第2項）
    - 車両等前後での横断の禁止（第13条第1項）
    - 横断禁止場所（第13条第2項）

  - 五十万円以下の罰金
    - 専用道路の通行禁止（道路法第48条の11、第48条の15、高速自動車国道法第17条）

### 歩行者とみなされる車
次に挙げる車を押して歩いている者は、その車も含めて、道路交通法による通行方法の規制上、歩行者扱いとなる（道路交通法第二条第三項）。なお、明文で規定はないが、自動二輪車、原動機付自転車および特定小型原動機付自転車については、エンジンを切るか、動力をオフにしなければならない。
- 自動二輪車（大型自二輪、普通自二輪）
  - これらに該当する特定二輪車を含む。
- 二輪の（一般）原動機付自転車
  - よって、原動機付自転車扱いとなる平成2年12月6日総理府告示第48号の基準を満たす三輪のものについては、歩行者扱いとはならない。
- 特定小型原動機付自転車
- 二輪または三輪の自転車
- 長さ190cm及び幅60cmを超えない四輪以上の自転車
  - 長さ190cm又は幅60cmを超える四輪以上の自転車については、歩行者扱いとはならない。

なお、以上に挙げた車については、側車（サイドカー）付き、または他の車両を牽引（オートバイ用トレーラー、サイクルトレーラー）に該当するものの場合には、歩行者扱いとはならない。
または、次に挙げる車を（歩きながら）通行させている者は、その車も含めて、道路交通法による通行方法の規制上、歩行者扱いとなる。
- 移動用小型車、身体障害者用の車、小児用の車
- 歩行補助車等（事例を以下に列挙）
  - シルバーカー、四輪歩行器（四輪歩行車） 、歩行器、小児用の車（一般的な構造の乳幼児用の手押し車、乳母車、ベビーカー、大型乳母車（お散歩カー）、避難車など）、
  - ショッピング・カート、キャリーカート、トロリーバッグ、トロリーケース
  - 長さ190cm以下、幅60cm以下の比較的小型の台車[注 3]
- 遠隔操作型小型車（遠隔操作している者は対象外）

以上に挙げた車以外の車（そり、牛馬を含む）を押して歩き、または通行させている者は、道路交通法上では軽車両扱いとなり、歩行者扱いとはならない。

## ヨーロッパの道路交通法規

### ドイツ
ドイツの交通法令は連邦交通・建設・都市開発省が制定する道路交通規則（StVO）による。
- 歩行者は交通事情により信号機または路面表示のある空間以外での道路の横断が禁止される[4]。
- 車道を歩行者が横断する場合、路面表示のある横断歩道や青信号の表示になっている横断歩道では歩行者が車両に優先する[4]。
- 車道において車両が右左折しようとしているときは車道を横断中の歩行者は車両に優先する[4]。その他の場合は車両が歩行者に優先する[4]。
- 車道を横断している歩行者が車両を確認した場合には、歩行者は最短距離で車道を渡る義務がある[4]。
- 車両のドライバーが横断歩道を渡ろうとする歩行者や車いすの利用者を確認した場合には、これらの者が横断を終えるまで待つ義務がある[4]。

### イギリス
イギリスの交通法規はイギリス交通省（DFT）発行の「highway code」に掲載されている。
- イギリスの横断歩道にはZebra crossing（歩行者優先式）、Pelican crossing（押しボタン式）、Toucan crossing（自転車用信号併設式）、Puffin crossing（センサー感知式）などがある[4]。
- 斜めに道路を横断することは禁止されている[4]。